# Princípio da intervenção minima
Segundo o princípio da intervenção mínima, o Estado de direito só deve  utilizar-se da lei penal como último recurso (ultima ratio) de resolução de questões, ou seja, havendo extrema necessidade ou quando estão envolvidos bens jurídicos mais importantes. No direito brasileiro, é uma forma de disciplinar a conduta do indivíduo: pune-se a conduta e não o indivíduo.